# Mazda AZ Wagon
Pour les articles homonymes, voir Wagon (homonymie).
La Mazda AZ Wagon est une k-car vendue au Japon par Mazda. C'est une Suzuki Wagon R rebadgée et équipée d'un moteur 3 cylindres de 54 ou 64 (avec turbo).

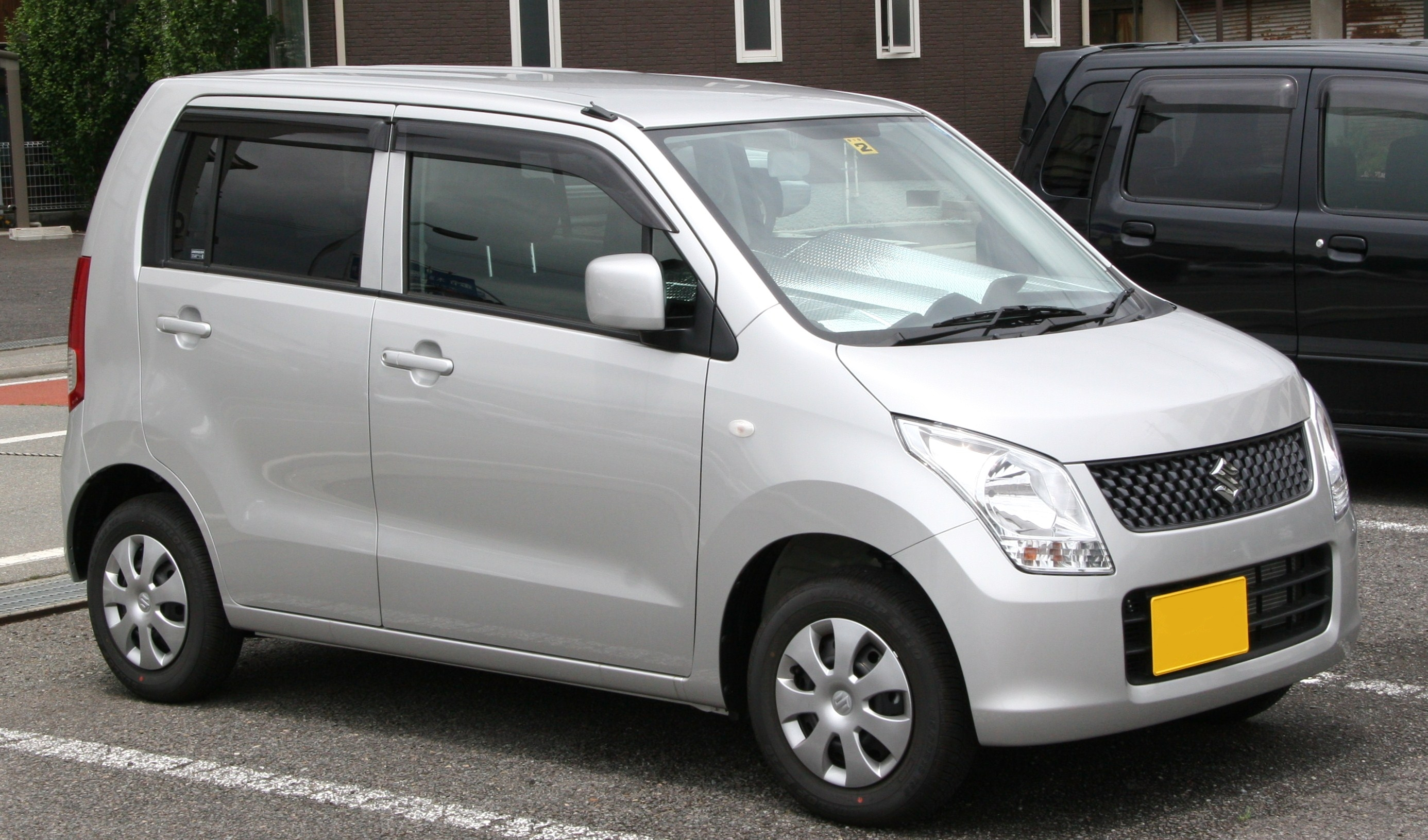
Suzuki Wagon R de quatrième génération.